# Ciel, mon mardi !
 (juin 2020).
Si vous disposez d'ouvrages ou d'articles de référence ou si vous connaissez des sites web de qualité traitant du thème abordé ici, merci de compléter l'article en donnant les références utiles à sa vérifiabilité et en les liant à la section « Notes et références ».
Ciel, mon mardi ! est une émission de télévision hebdomadaire présentée par Christophe Dechavanne et diffusée sur TF1 de mai 1988 à juin 1992 puis de septembre 2000 à juin 2001.
Son nom parodie la réplique de vaudeville « Ciel, mon mari ! ».

## Historique
L'émission Ciel, mon mardi !, créée par Christophe Dechavanne et Jacques Expert, débute sur TF1 le mardi 10 mai 1988. Elle est présentée par Christophe Dechavanne ainsi que ses chroniqueurs, Patrice Carmouze et Renaud Rahard. Sophie Favier et Michel Field les ont rejoints par la suite. Christine Bravo a également participé brièvement à l'émission, ainsi que Jacques Expert.
Initialement produite par Gérard Louvin pour la société GLEM, l'émission a été ensuite produite entièrement par Coyote, la société de production de Christophe Dechavanne ; cependant, il arrête cette émission le 30 juin 1992 pour débuter à la rentrée suivante l'émission Coucou c'est nous !.
Le 12 septembre 2000, une nouvelle formule de Ciel, mon mardi ! revient à l'antenne, mais sans le succès de la première version,.
Un coffret 3 DVD est paru le 5 octobre 2006, rassemblant les débats, le bloc-notes et la 100e.

## Concept
L'émission était découpée en trois parties :
- un premier débat de société sérieux (par exemple, la peine de mort, la chasse ou les sectes) ;

- la rubrique Bloc notes[5], qui réunissait autour d'une table Christophe Dechavanne, Patrice Carmouze, Michel Field, Renaud Rahard et Sophie Favier. Il commençait toujours par le « J'aime, j'aime pas » de l'invité. Michel Field est devenu chroniqueur dans l'émission en 1989 après y avoir été invité comme simple témoin pour son roman Impasse de la nuit. Christine Bravo a été chroniqueuse dans le Bloc notes, mais elle a vite quitté l'émission. Jacques Expert y a occasionnellement participé[1].

- un second débat sur un sujet plus léger (par exemple, le nudisme ou les extraterrestres).

Le générique de l'émission est la « maxi version » du titre Rok Da House du groupe Beatmasters.

## Polémiques
À la suite de la bagarre survenue sur le plateau de l'émission de TF1 du 6 février 1990 consacré à l'extrême droite, le journaliste Paul Lefevre fait un édito consacré à la « télé poubelle » au 20 heures de La Cinq.

« On venait de se faire défoncer par Paul Lefevre […] qui était un éditorialiste du 20 heures qui était chez Guillaume Durand sur La Cinq ; qui pendant sept minutes nous a déchirés en disant que la “Trash TV”, la télé poubelle, est arrivée en France, et qu'elle est représentée par Ciel, mon mardi ! »

— Christophe Dechavanne dans Quelle époque ! du 24 juin 2023.
C'est en réaction à cette critique que Patrice Carmouze propose à Dechavanne de faire une fausse émission, pour la 100e.

## Émissions spéciales
- Le 20 novembre 1990, la centième de l'émission a donné lieu à une émission spéciale interprétée (à l'insu des téléspectateurs jusqu'à la fin de l'émission) par une troupe de comédiens de la Ligue d'improvisation française avec, comme invité principal, l'acteur Christian Clavier.

- Le 16 juin 2006, une émission spéciale, des meilleurs moments, est diffusée sur TF1 sous le titre Ciel, mon mardi ! - L'émission coup de poing. Elle se place en tête des audiences de cette soirée avec 5,6 millions de téléspectateurs et 30,2 % de part de marché[9]